# جوار
جوار یک منطقهٔ مسکونی در لبنان است که در استان جبل لبنان واقع شده‌است. جوار ۰٫۹۶ کیلومتر مربع مساحت و ۸۷۹ نفر جمعیت دارد و ۹۲۵ متر بالاتر از سطح دریا واقع شده‌است.